# Veynes
Veynes (okzitanisch Vèina) ist eine französische Gemeinde im Département Hautes-Alpes in der Region Provence-Alpes-Côte d’Azur. Sie ist dem Arrondissement Gap und dem Kanton Veynes zugeteilt.

## Geografie
Der Bergort mit 3.244 Einwohnern (Stand 1. Januar 2022) liegt rund 20 Kilometer nordwestlich von Gap und circa 75 Kilometer südlich von Grenoble am rechten Ufer des Wildflusses Petit Buëch. Im Gemeindegebiet mündet auch sein Zufluss Béoux.

## Wirtschaft
Obwohl Veynes an einem Handelsweg von Lyon über Grenoble in die Provence lag, entwickelte sich die Kleinstadt nicht auffällig. Vorherrschend bis ins 19. Jahrhundert waren neben der Landwirtschaft, welche die lokalen und regionalen Märkte bediente, kunsthandwerkliche Produkte aus Wolle und Leder. Dies änderte sich mit dem Eintreffen der Eisenbahn. Der in Veynes gebürtige Adrien Ruelle (1815–1887), Direktor der Compagnie des chemins de fer de Paris à Lyon et à la Méditerranée (PLM), wählte Veynes als Eisenbahnknoten der beiden Linien Marseille – Grenoble und Livron – Briançon. Die erste Strecke von Marseille nach Veynes wurde 1875 vollendet und die Stadt erhielt eine Lokomotivwerkstätte. Bis zur Elektrifizierung der Bahn blieb Veynes eine Eisenbahnstadt, wobei die Bahnindustrie in ihren Boomjahren bis zu 700 Familien ernährte. Die Strecke zum Seehafen von Marseille war für den Güter- und Personenverkehr zu jener Zeit auch deshalb von herausragender Bedeutung, da ganz Nordwestafrika im Besitz von Frankreich war.
Ab dem Jahre 1976 wurde die Nutzung der Solarenergie unter der Leitung der stellvertretenden Bürgermeisterin Madeleine Roux stark gefördert. Dieses Projekt wurde aber 1983 unter der neu gewählten Verwaltung abrupt gestoppt. Heute lebt Veynes vom Kleingewerbe und der lokalen Landwirtschaft. Darüber hinaus gibt es Anstrengungen zur Förderung des Tourismus. Bekannt ist Veynes für seine Obstbrände, wobei der Birnenbrand (Eau-de-vie de poire) das Flaggschiff darstellt.

## Geschichte

### Antike
Wegen seiner geographischen Lage war Veynes, das zur gallo-römischen Zeit Davianum bzw. Mutatio Daviano hieß, schon früh ein Durchgangsort. Davianum lag an einer Nebenstraße der Via Domitia, die bei Vapincum (heute Gap) nach Orange abzweigte. Reste dieser Römerstraße, die Via Cottia genannt wurde, sind am Dorfeingang auch heute noch deutlich erkennbar.

### Mittelalter
Im Hochmittelalter wuchs die Gemeinde um die Pfarrkirche des Priorates Saint-Sauveur. Die Burg des Dauphin von Viennois dominierte das Stadtbild. Veynes war eine allodiale Herrschaft, die dem Dauphin direkt unterstellt war. Die Bürger der Stadt waren nicht nur seinen Launen, sondern auch jenen der Familie De Poitiers ausgesetzt, die das Territorium vom verschuldeten Dauphin als Pfand genommen hatte. Am 17. November 1296 forderten die Stadtbürger von den örtlichen Vasallen des Dauphins den freien Zugang zu den Wasserläufen und die Abschaffung des Mühlenzwangs sowie weitere Freiheiten, doch waren die Co-Seigneurs gar nicht befugt dergleichen Rechte zu vergeben. 1322 erwuchs ein weiterer großer Konflikt, diesmal mit den Kartäusern von Durbon, die ein Teil des Gemeindegebietes für sich beanspruchten. Im 14. Jahrhundert ließ sich eine Gemeinschaft aus der Lombardei in der Stadt nieder und eröffnete dort eine Münzpräge. Während der Pestwelle von 1345 musste die jüdische Gemeinde als Sündenbock herhalten, sie wurde in der Region nahezu ausgerottet. Ende des 15. Jahrhunderts verwüsteten vorbeiziehende Söldner der französischen Italienarmee die Gegend.

### Neuzeit
Mit dem 16. Jahrhundert änderte sich das Stadtbild radikal. Die beiden Burgviertel – im Osten die Bourg Neuf und im Westen die befestigte Burg La Vilette – die durch den Wildbach Gleizette getrennt waren, vereinigten sich. Unter die Burgmauer wurde eine Straße, die Rue Sous le Barry getrieben. Die Wohlhabenden unter den Bürger errichteten darauf entlang dieser Straße elegante Häuser, von denen das Hôtel du Lion d’or mit Stuck verziert ist. Heute heißt dieser Durchgang, welcher zur Hauptverkehrsader der Altstadt wurde, Rue Jean-Jaurès. Bei Bauarbeiten im Jahre 2010 kam die alte, gepflasterte Straße wieder zum Vorschein.
Unter der Regentschaft Königs Karl IX. erreichten die Religionskriege ab 1562 die Gegend (siehe Hugenottenkriege). Am 22. Februar 1572 erhielten die Protestanten der Stadt nur wenige Monate vor dem Pariser Massaker, das Bartholomäusnacht genannt wird, im Schloss La Villette die Erlaubnis ihren Glauben auszuüben. Der Großteil des Bürgertums und des Adels trat darauf in das reformierte Lager über, was jedoch nicht ohne gewalttätige Scharmützel ablief. 1685 widerrief das Edikt von Fontainebleau die Glaubensfreiheit, die den Hugenotten im Edikt von Nantes zugesichert wurde. Die standhaften Protestanten von Veynes sahen sich darauf genötigt zu exilieren. Sie fanden in der calvinistischen Republik Genf, in protestantisch gewordenen Kantonen der Schweiz, in Brandenburg-Preußen oder in Holland eine neue Heimat. Auch wirtschaftlich war dieser Exodus ein großer Verlust für Veynes, denn viele der Ausgewanderten erwiesen sich im Ausland als tüchtig und erfolgreich: Abraham Patras, einst königlicher Notar von Veynes wurde Generalgouverneure von Niederländisch-Indien, Jacques de Maffé wurde Uhrmachermeister in Genf, der Kaufmann Salomon Jordan aus Veynes Pastor der Stadt Bützow und der Apotheker Jacques Galland war an der Gründung von Bad Karlshafen beteiligt.
Im Zuge des Pfälzischen Erbfolgekriegs überrannte die französische Armee 1692 große Teile von Savoyen-Piemont, worauf der Herzog von Savoyen als Vergeltungsaktion in die Dauphiné eindrang und dort das Land verwüstete. Für Veynes war dies eine Katastrophe: Ein Feuer beschädigte die Burg Bourg Neuf und die Burg La Villette wurde sogar zur Hälfte zerstört. Im folgenden 18. Jahrhundert stagnierte die Stadt auf bescheidenem Niveau. Dies änderte sich erst mit der Französischen Revolution. Dank der Verstaatlichung der Güter des Adels sowie des Klerus konnte endlich etwas außerhalb ein neuer Friedhof angelegt werden und das Kirchenviertel im Stadtkern entlastet werden. Der Gemeindeteil Montagne de Tombarel wurde zur Allmende und das Bürgertum, dem nun die politische Macht gehörte, schickte ihre Kinder an moderne Schulen.

### Wappen
Blasonierung: In Rot auf grünen Schildfuß ein durchbrochener silberner Turm – schwarz gemauert und von fünf schwarzen Zinnen gekrönt; (heraldisch) links eine ebenfalls silberne Mauer – offen, durchbrochen, schwarz gemauert und von vier Zinnen gekrönt.

### Bevölkerungsentwicklung
| Jahr      | 1962 | 1968 | 1975 | 1982 | 1990 | 1999 | 2009 | 2016 |
| --------- | ---- | ---- | ---- | ---- | ---- | ---- | ---- | ---- |
| Einwohner | 3474 | 3578 | 3300 | 3178 | 3148 | 3093 | 3166 | 3161 |

## Sehenswürdigkeiten
- Das Schloss Château de La Villette aus dem 15. Jahrhundert wird vom Stadttor und einem Rundturm flankiert. Es dient heute als Rathaus.
- Auf der Place Adrien-Ruelle steht ein Brunnen der mit einer Büste des Eisenbahnpioniers Adrien Ruelle geschmückt ist. Der Platz hieß früher Place Grenette (Kornplatz) und wurde an der Stelle des ehemaligen Stadttores Porte Ayguière (auch Porte Eyguière) errichtet. Der Brunnen geht bis auf das Jahr 1687 zurück.
- Die Römerstraße entlang der nordöstlichen Gemeindegrenze war ein Abschnitt der Voie des Alpes, die Valence mit Montgenèvre verband. Sie diente noch bis Mitte des 18. Jahrhunderts als Verkehrsweg in Richtung Gap.
- Die Kapelle Chapelle Notre Dame de Pitié (Kapelle der „Barmherzigen Maria“)

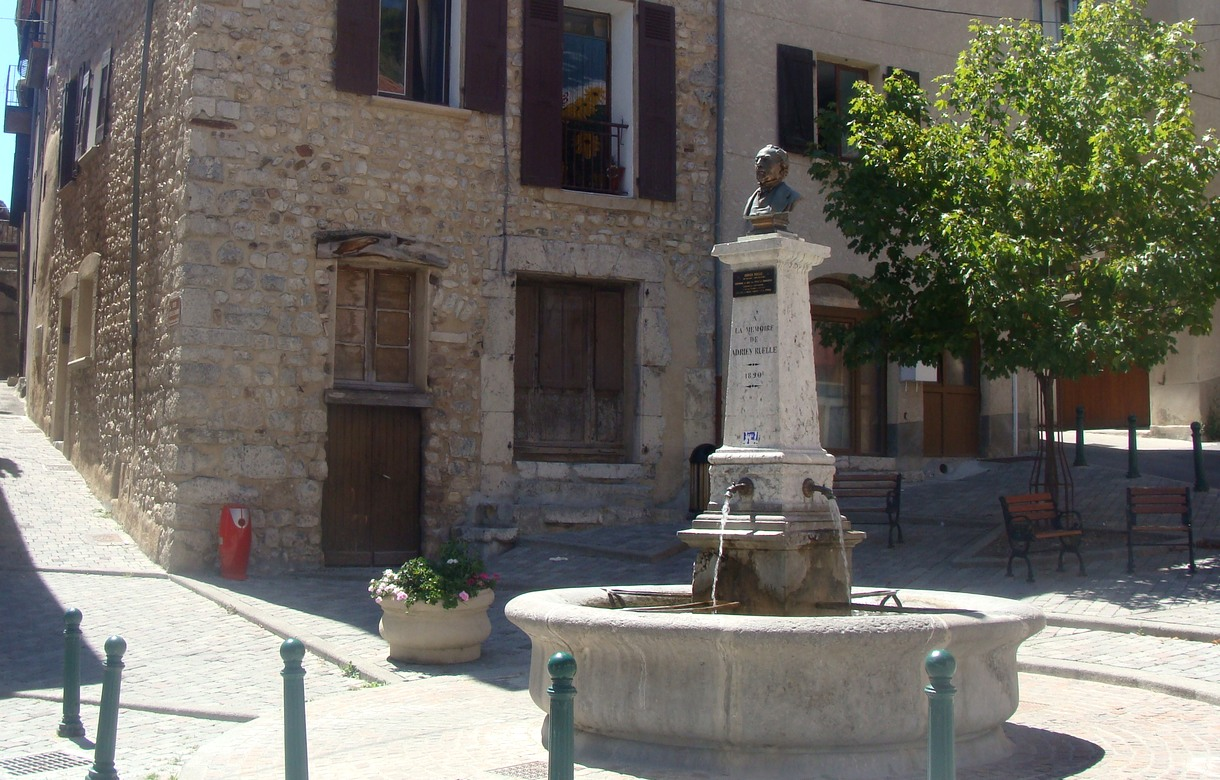
Place Adrien-Ruelle
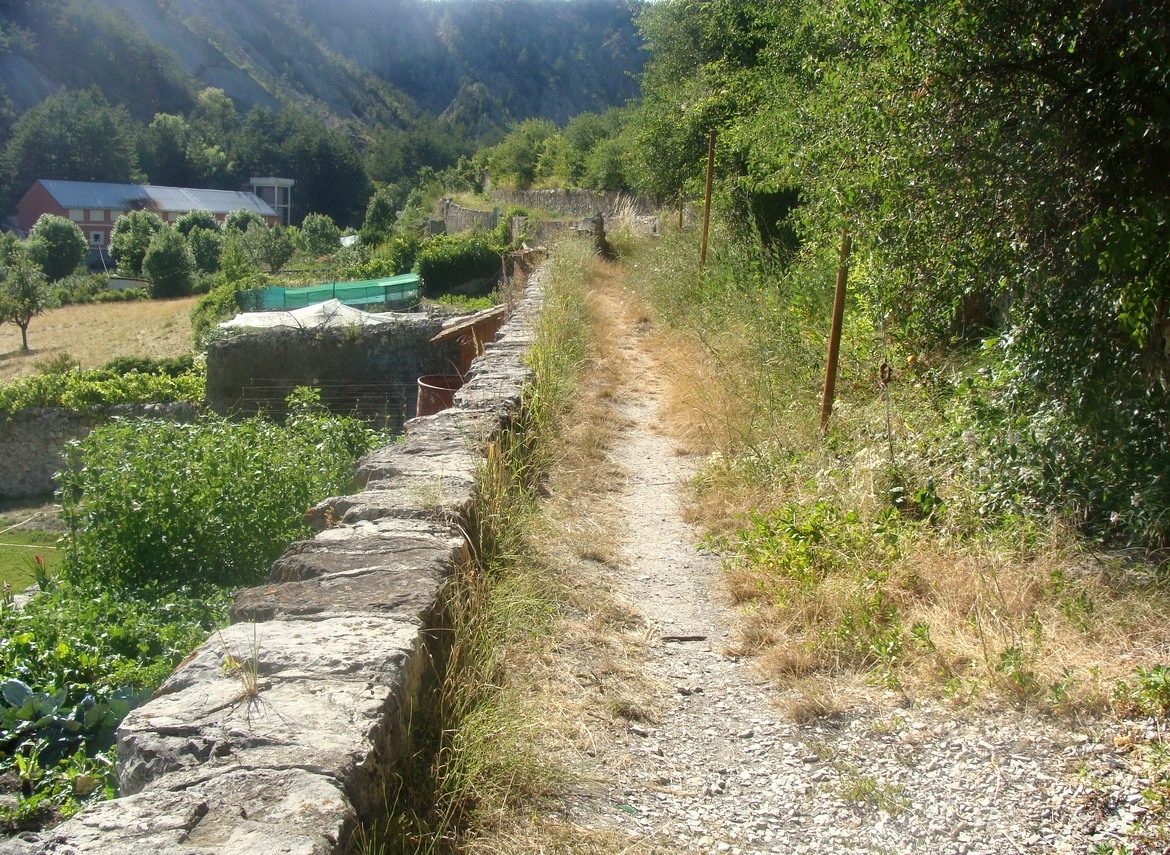
Römerstraße
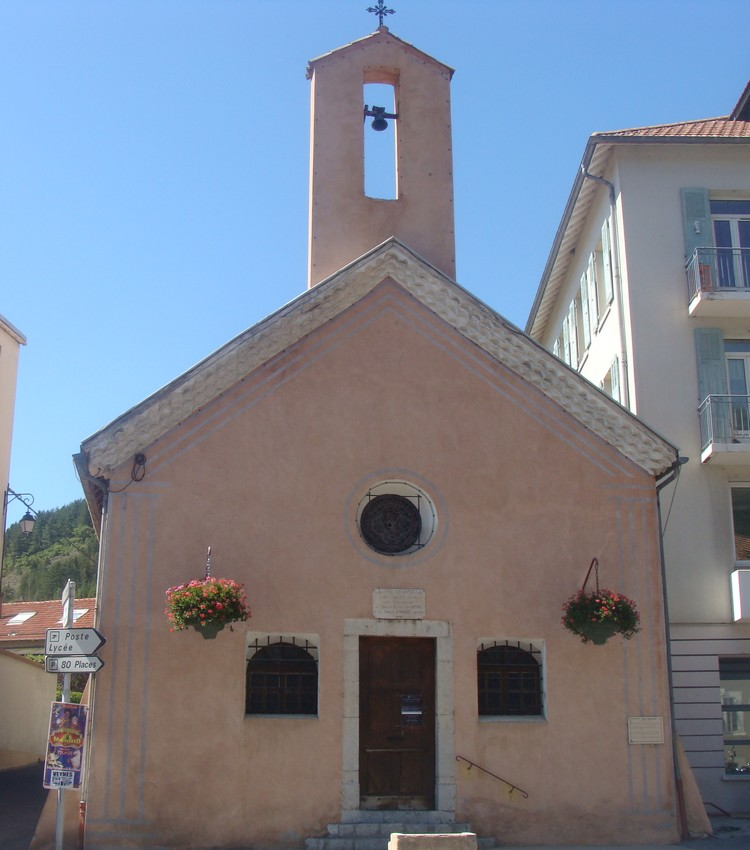
Chapelle Notre Dame de Pitié
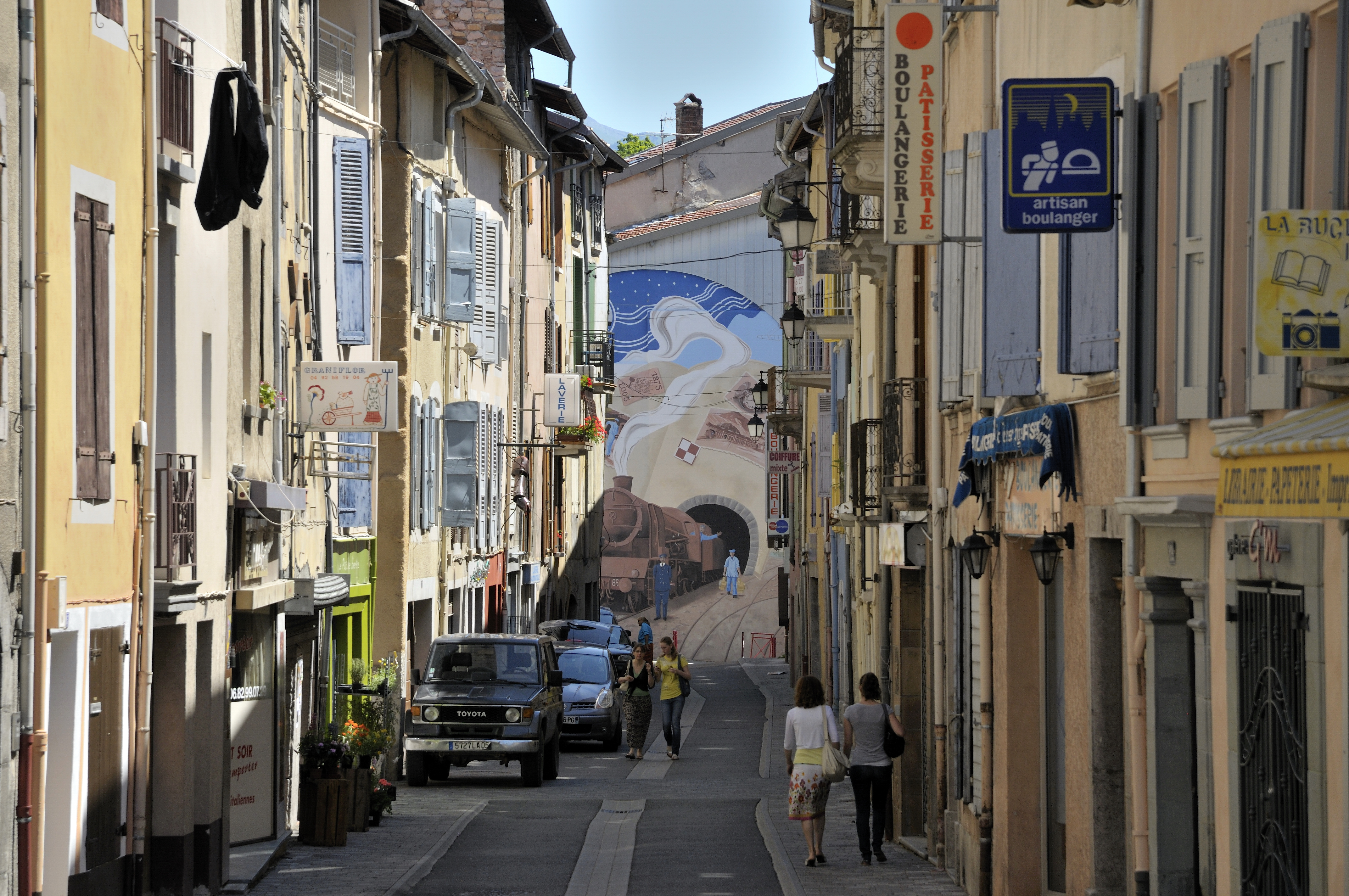
Gassenszenerie
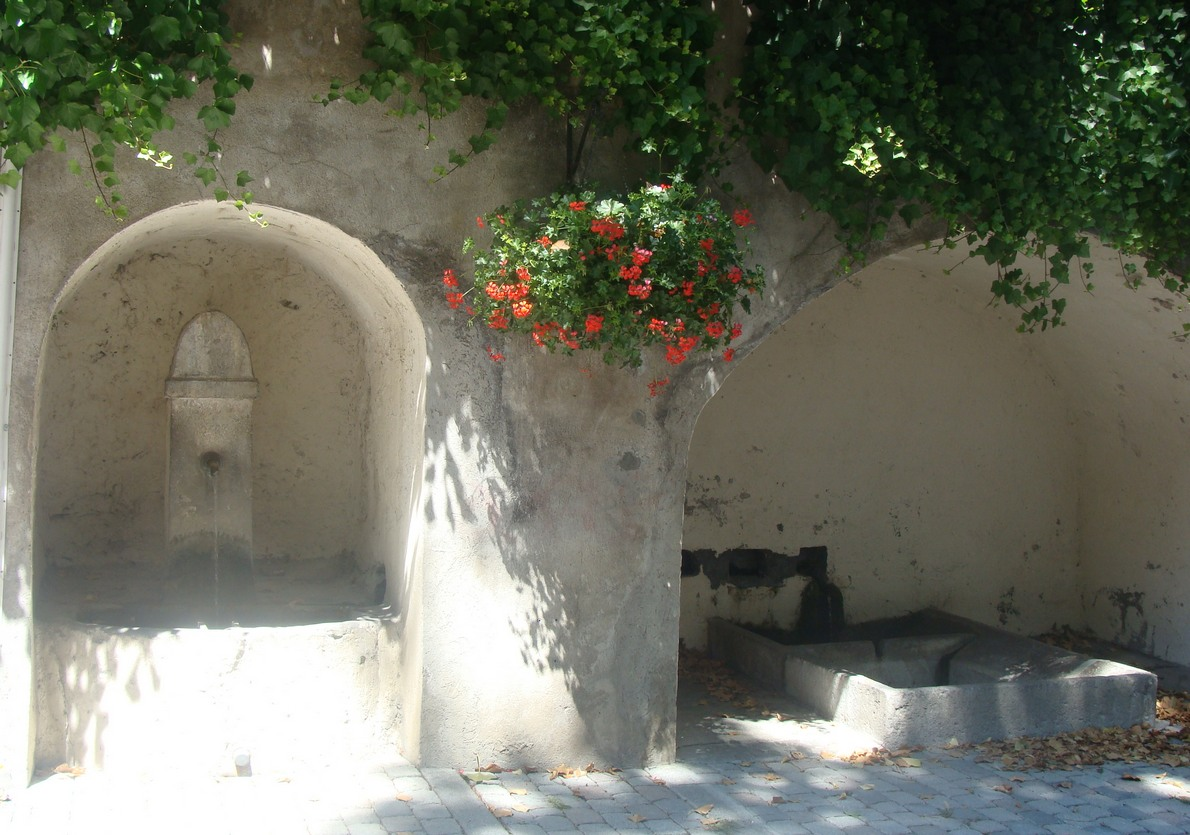
Lavoir